# Helicopis
Helicopis is een geslacht van vlinders uit de familie van de prachtvlinders (Riodinidae) en de onderfamilie Riodininae.
Helicopis werd in 1807 beschreven door Fabricius.

## Soorten
Het geslacht omvat de volgende soorten:
- H. acis (Fabricius, 1782)
- H. agardi Le Moult, 1940
- H. albescens Le Moult, 1939
- H. amazonica Le Moult, 1939
- H. beaulieui Le Moult, 1939
- H. bergeri Le Moult, 1939
- H. cupido (Linnaeus, 1758)
- H. endymiaena (Hübner, 1819)
- H. endymion (Cramer, 1779)
- H. fournierae Le Moult, 1939
- H. gnidus (Fabricius, 1787)
- H. horrackae Le Moult, 1940
- H. interrupta Le Moult, 1939
- H. lecerfi Le Moult, 1939
- H. lesoudierae Le Moult, 1939
- H. medialis Schaus & Cockerell, 1923
- H. poleti Le Moult, 1939
- H. pseudalbocincta Le Moult, 1939
- H. pseudolindeni Le Moult, 1940
- H. putumayensis Le Moult, 1939
- H. wardi Le Moult, 1939